# Горный (Тульская область)
Горный — посёлок в Воловском районе Тульской области России.
В рамках административно-территориального устройства входит в Борятинский сельский округ Воловского района, в рамках организации местного самоуправления включается в Турдейское сельское поселение.

## География
Расположен на реке Турдей, в 19 км к югу от районного центра, посёлка городского типа Волово, и в 95 км к юго-востоку от областного центра, г. Тулы. 

## Население
| 2002 | 2010 |
| ---- | ---- |
| 893  | ↘822 |